# Brian the Lion
 (octobre 2018).
Si vous disposez d'ouvrages ou d'articles de référence ou si vous connaissez des sites web de qualité traitant du thème abordé ici, merci de compléter l'article en donnant les références utiles à sa vérifiabilité et en les liant à la section « Notes et références ».
Brian the Lion est un jeu vidéo de plates-formes développé par Reflections Interactive et édité par Psygnosis en 1994 sur Amiga 500, 1200 et CD32.

## Système de jeu
C'est un jeu de plate-forme classique où le joueur dirige le personnage principal, un lion anthropomorphe en bermuda, qui doit délivrer son meilleur ami, Chris, un Crystal doté de conscience, des griffes d'un monstre amateur de Hard rock nommé Geeza.
Le jeu dispose d'une carte qui donne ensuite accès aux différents niveaux du jeu, à la manière de Super Mario World.

## Développement
Le jeu est disponible en trois versions différentes, mais uniquement sur les machines Amiga.
La version CD32 est un des rares jeux de cette machine apportant une certaine plus-value par rapport à ses équivalents sur micro-ordinateur. En plus des améliorations de la version AGA (plans de scrollings parallaxes supplémentaires, plus de 300 couleurs à l'écran en combinant les capacités AGA et un dégradé utilisant le coprocesseur Copper de l'Amiga), elle dispose de stages en plus spécialement faits pour elle ainsi, d'une adaptation de la jouabilité au joypad du CD32 ainsi que d'une musique de qualité CD.
Le jeu a largement été vendu sur la qualité de sa programmation, avec notamment la gestion d'effets similaires au mode 7 (zooms et rotations) de la Super Nintendo, performance car l'Amiga ne pouvait pas gérer en hardware ces effets. Le jeu tourne également en 50 images par seconde et affiche jusqu'à 182 couleurs simultanément à l'écran sur un simple Amiga 500.
C'est le dernier jeu du développeur Reflections Interactive pour Amiga, support sur lequel il travaillait exclusivement depuis 1989 et la sortie de Shadow of the Beast. À la suite du rachat de Psygnosis par Sony, le développeur se tourne ensuite vers la PlayStation, sur laquelle il développera en premier lieu Destruction Derby.
Équipe de développement
- Conception : Philip Baxter
- Programmation : Michael Troughton, Russell Lazzari, Thomas Szirtes
- Graphisme : Philip Baxter
- Musique : Richard Ede
- Effets sonores : Mike Clarke

## Accueil
Amiga Format 49 % • CU Amiga 86 %